# Bauwerksdiagnostik
Die Bauwerksdiagnostik oder Bauwerksanalyse dient der Feststellung des Istzustandes, der Analyse der vorhandenen Baustoffe und Konstruktionsmerkmale. Durchgeführt wird eine Bauwerksdiagnose bei Schäden oder auch Umbaumaßnahmen an Gebäuden sowie an Brücken im Rahmen der Objektbezogenen Schadensanalyse (OSA).

## Begriff
Diagnose abgeleitet von altgriechisch διάγνωσις diágnosis ‚Unterscheidung, Entscheidung‘ (bestehend aus διά- diá- ‚durch-‘ und γνώσις gnósis ‚Erkenntnis, Urteil‘). Nach allgemeinem Sprachverständnis beschreibt der Begriff die Feststellung oder Bestimmung einer verminderten Leistungsfähigkeit. In der Regel ist hier eine Störung der menschlichen Leistungsfähigkeit in Folge einer Krankheit gemeint. Die VDI 28989 definiert Diagnose als, Zitat: „die Erkennung und Beurteilung einer Abweichung vom Sollzustand.“ In der Kombination mit dem Begriff Bauwerk wird diese Art der Analyse sprachlich direkt mit dem Bauwesen verknüpft. Da der Begriff Bauwerk aber auch in unterschiedlichen Kontexten unterschiedlich abgegrenzt wird, bleibt auch der Begriff Bauwerksdiagnostik in der Literatur relativ unbestimmt.
Die Gebäudediagnostik ist ein Teilbereich der Bauwerksdiagnostik, schließt aber zum Beispiel die Analyse von Infrastrukturbauwerken wie Brücken, Stromoberleitungen oder Pipelines aus. Die Bauwerksprüfung hingegen ist eine Teilleistung der Bauwerksdiagnostik. Eine Bauwerksdiagnostik im engeren Sinne basiert auf einer Bauwerksprüfung umfasst aber auch die Analyse und Bewertung der Ergebnisse. Das Bauwerksmonitoring umfasst die kontinuierliche und automatisierte Erfassung, Speicherung, Weiterleitung von Informationen über Einwirkungen, Beanspruchungen und den Zustand einer Bauwerksstruktur mit dem Ziel, insbesondere schädigende oder gefährdende Einflüsse und Entwicklungen in ihrer zeitlichen Entwicklung zu erkennen und ggf. zu informieren, um daraus Aussagen zur Tragfähigkeit und ggf. weitere Maßnahmen abzuleiten.

## Gegenstand und Einflussfaktoren
Gegenstand der Bauwerksdiagnostik ist die Qualitätssicherung aller nutzungsrelevanter Bauteile eines Bauwerkes. Diese Tätigkeit ist im gesamten Lebenszyklus des Bauwerks notwendig. Bei Neubauten legt die Planungsphase die Basis für die Bauwerksdiagnostik, in dem während der Planung festgelegt wird, welche Eigenschaften ein Bauwerk erfüllen muss, um den vorgesehenen Bedarf optimal zu decken. Bei Sanierungsprojekten hingegen legt die Bauwerksdiagnostik die Basis für die Planungsphase, in dem während der Bauwerksdiagnostik festgelegt wird, welche Eigenschaften ein Bauwerk aktuell nicht erfüllt.
Zwei Einflussfaktoren sind wesentlich für die bei der Bauwerksdiagnostik anzuwenden Methodik:
- Als Erstes ist die vorgesehene Nutzung des Bauwerkes als grundlegender Aspekt zu berücksichtigen. So steht bei Autobahnbrücken und Staudämmen zum Beispiel die Standsicherheit im Vordergrund, welche bei vielen anderen Baukonstruktionen auch ein wichtiger Faktor aber nicht zwangsweise der entscheidende Faktor ist.[6]
- Als Zweites kommt der Bestimmung der verwendeten Baustoffe eine Schlüsselrolle bei Bauwerken zu. Die Baustoffe haben entscheidenden Einfluss auf die Ökologie, Ökonomie, Bauzeit, Dauerhaftigkeit und Qualität von dem Bauwerken.[7] Damit hat der gewählte Baustoff auch entscheidenden Einfluss auf die Methodik der Bauwerksdiagnostik. So werden bei der Diagnose von Holzbauten grundsätzlich andere Methoden eingesetzt als bei der Analyse von Bauwerken aus Stahlbeton oder einem Verbund aus Glas und Stahl.

In Abhängigkeit von diesen Einflussfaktoren muss der Fachexperte, der die Bauwerksdiagnose leitet, über die notwendige Sachkunde und Methodenkompetenz verfügen. In der nachfolgenden Tabelle sind Kompetenz-Felder aufgelistet, in denen häufig Bauwerksdiagnosen durchgeführt werden. In der Spalte Bsp. für Anwendungsbereiche vermerkten Bauwerke lediglich exemplarisch für eine Vielzahl von Anwendungen. Sie sollen die Bandbreite der Anwendungsmöglichkeiten verdeutlichen.
| KG der DIN 276 | Bereich            | Bsp. für Anwendungsbereiche                      | Bemerkung                                                      |
| -------------- | ------------------ | ------------------------------------------------ | -------------------------------------------------------------- |
| 200, 400       | Versorgungstechnik | Schwimmhallen, Wohnungsbau                       | Analyse der Erschließung                                       |
| 300            | Baustatik          | Fernsehtürme, Staudämme                          | Analyse der Standsicherheit                                    |
| 300            | Konstruktion       | Sportstadien, Messehallen                        | Analyse der Betriebs- und Funktionssicherheit                  |
| 300            | Baustoffkunde      | Kühltürme, Reaktorräume                          | Analyse der Werkstoffeigenschaften und Dauerhaftigkeit         |
| 300, 400       | Brandschutz        | Opernhäuser, Flughafengebäude                    | Analyse des baulichen und technischen Brandschutz              |
| 300, 400       | Bauphysik          | Eissportanlagen                                  | Analyse der baulichen Konstruktion und den technischen Anlagen |
| 400            | Versorgungstechnik | Produktionshallen, Bohrinseln                    | Analyse der technischen Anlagen                                |
| 500            | Baustatik          | Brücken, Straßen                                 | Analyse der Standsicherheit                                    |
| 500            | Seilstatik         | Hochspannungsleitungen, Hängebrücken, Seilbahnen | Analyse der Standsicherheit                                    |

## Ablauf der Bauwerksdiagnostik
Unabhängig von der Art des Bauwerkes unterscheiden sich die einzelnen Prozessschritte für die erfolgreiche Durchführung einer Bauwerksdiagnostik meist nur durch den Detaillierungsgrad je nach Komplexität des Projektes. Nachfolgend sind die häufig angewandten Prozessschritte auf geführt:
1. Grundlagenermittlung
  1. Bedarfsanalyse mit dem Auftraggeber und Nutzer
  2. Festlegung der Verantwortlichkeiten in Abhängigkeit von der Sachkunde
  3. Erste gemeinsame Begehung
  4. Anlegen der Bauwerksakte
2. Vorplanung
  1. Bestimmung der rechtlichen Rahmenbedingungen
  2. Festlegung welche technischen Baubestimmungen anzuwenden sind
  3. Umfeldanalyse
  4. Erschließen und Benennen von zusätzlichen Wissensquellen
3. Erstellen vom Bauuntersuchungsplan
  1. Auswahl der Messtechnik und Prüfverfahren
    1. Bestimmung der Örtlichkeit für die Messungen
    2. Festlegung der Untersuchungsreihenfolge und möglicher Wiederholungen
    3. Dokumentation der Verlässlichkeit der gewählten Prüfverfahren
    4. Dokumentation der Zuverlässigkeit der zu erwartenden Prüfaussagen

  2. Klärung mit dem Auftraggeber wie mit positiven und negativen Befunden umgegangen werden soll
  3. Abstimmung über das anzuwendende Qualitätsmanagementsystem
  4. Klärung der Finanzierung
  5. Beauftragung von zusätzlichen Fachkundigen
4. Ermittlung des Istzustands eines Bauwerks
  1. Bestimmung der Aufgaben und Verantwortlichkeiten
  2. Orientierende Bauwerksbegehung
    1. Visuelle Erfassung von dem Bauzustand
    2. Umfeld und Lage des Bauwerks im Gelände
    3. Erfassung der erkennbaren äußeren Einflussfaktoren

  3. Erkundungen zur Vorgeschichte des Bauwerks
    1. Sichtung von Dokumenten
    2. Befragung von Personen
    3. Einbeziehung weiterer Wissensquellen
5. Die Bauaufnahme: Erfassung und Dokumentation
  1. Festlegung der Genauigkeitsstufe
  2. Durchführung des Aufmaßes und der Bauwerksprüfungen inkl. Bestandsbeschreibung
  3. Zusammenfassung der Zustandserfassung und Schadensaufnahme
6. Auswertung und Beurteilung der Untersuchungsergebnisse
  1. Auswertung und Beurteilung
    1. Erster Weg: Gegenüberstellung von Soll- und Istzustand
    2. Zweiter Weg: Computergestützte Berechnung von Kenndaten
    3. Iterativer Lösungsweg

  2. Entwicklung mehrerer alternativer Hypothesen zur Schadensursache
  3. Beweis der Hypothesen zur Schadensursache
  4. Erarbeitung eines Sanierungskonzeptes mit Nachweis der Konformität
  5. Zusammenfassung der Ergebnisse

## Arten der Analyse
Zerstörungsfreie Analyse ist die kostengünstigste Form von Bauwerksdiagnostik. Das Beherrschen von Technologien wie unter anderem Infrarot-Thermografie, Impulsradar, Elektro-Impuls Analyse, Spur Gas Analyse, Ultraschall Technologie, Kapazitäts- und Leitfähigkeitsanalyse, Mikro-Wellen Technologie, Endoskopie, Neutron Sonde Analyse, Luftdichtigkeitsanalyse einzeln oder in Kombination ermöglichen mit dem entsprechenden Sachverstand fundierte Begutachtungen. Für einzelne Technologien wie zum Beispiel der Infrarot-Thermografie oder der Magnetpulverprüfung werden spezielle Ausbildungen und Zertifizierung nach DIN EN ISO 9712 angeboten.
Bei der Entnahme von Proben der Bausubstanz wie zum Beispiel durch Bohrkern-, Bohrmehl-, Handstückentnahme, Putz- oder Mörtelproben wird das Bauwerk in der Regel lokal beschädigt. Eine Ausnahme stellen die Entnahme von Proben: holzzerstörender Pilze, holzzerstörender Insekten, aus Hausstaub, aus der Raumluft oder Schimmelpilzproben dar.

## Regelwerke
Technische Regeln, Normen und Verordnungen, die sich mit dem Bereich der Bauwerksdiagnostik beschäftigen, gibt es viele. Das Deutsche Institut für Normung, der VDI und der VdS veröffentlichen ihre Regelwerke über den Beuth Verlag.

### Auswahl zur wiederkehrenden Bauwerksprüfung
- DIN 1076 Überwachung und Prüfung von Ingenieurbauwerken im Zuge von Straßen und Wegen
- Leitfaden zur objektbezogenen Schadensanalyse (OSA-Leitfaden von der Bundesanstalt für Straßenwesen BASt)
- Ril 804 Eisenbahnbrücken (und sonstige Ingenieurbauwerke) planen, bauen und instand halten
- RÜV Richtlinie für die Überwachung der Verkehrssicherheit von baulichen Anlagen des Bundes
- VDI 6200 Standsicherheit von Bauwerken – Regelmäßige Überprüfung
- DVGW W 300-2 Trinkwasserbehälter: Betrieb und Instandhaltung (Inkl. Inspektion)

### Auswahl zu zerstörungsfreien Prüfverfahren
- DIN EN 1076 Exposition am Arbeitsplatz – Messung von Gasen und Dämpfen mit pumpenbetriebenen Probenahmeeinrichtungen – Anforderungen und Prüfverfahren
- DIN EN 12504-2 Prüfung von Beton in Bauwerken – Teil 2: Zerstörungsfreie Prüfung – Bestimmung der Rückprallzahl
- DIN EN 13187 Wärmetechnisches Verhalten von Gebäuden – Nachweis von Wärmebrücken in Gebäudehüllen – Infrarot-Verfahren
- DIN EN 13791 Bewertung der Druckfestigkeit von Beton in Bauwerken und in Bauwerksteilen
- DIN EN 17119 Zerstörungsfreie Prüfung – Aktive Thermografie
- DBV-Merkblatt Anwendung zerstörungsfreie Prüfverfahren im Bauwesen
- DBV-Merkblatt Betondeckung und Bewehrung
- DBV-Merkblatt Chemischer Angriff
- DBV-Merkblatt Rissbildung